# Château de Monthelie
Le château de Monthelie est un château des XVIe et XVIIIe siècle (avec toiture en  tuile vernissée de Bourgogne) associé à un domaine viticole de 10 hectares sur la route des Grands Crus du vignoble de Bourgogne à Monthelie en Côte-d'Or en  Bourgogne. Il a été inscrit monument historique par arrêté du 24 mars 1988 et est propriété de la famille de Suremain depuis plusieurs siècles.

## Historique
La seigneurie de Monthelie et son vignoble sont des dépendances de l’Abbaye de Cluny durant cinq siècles (Xe au XVe siècle) à la suite du don fait en 1078 par le duc Hugues Ier de Bourgogne.

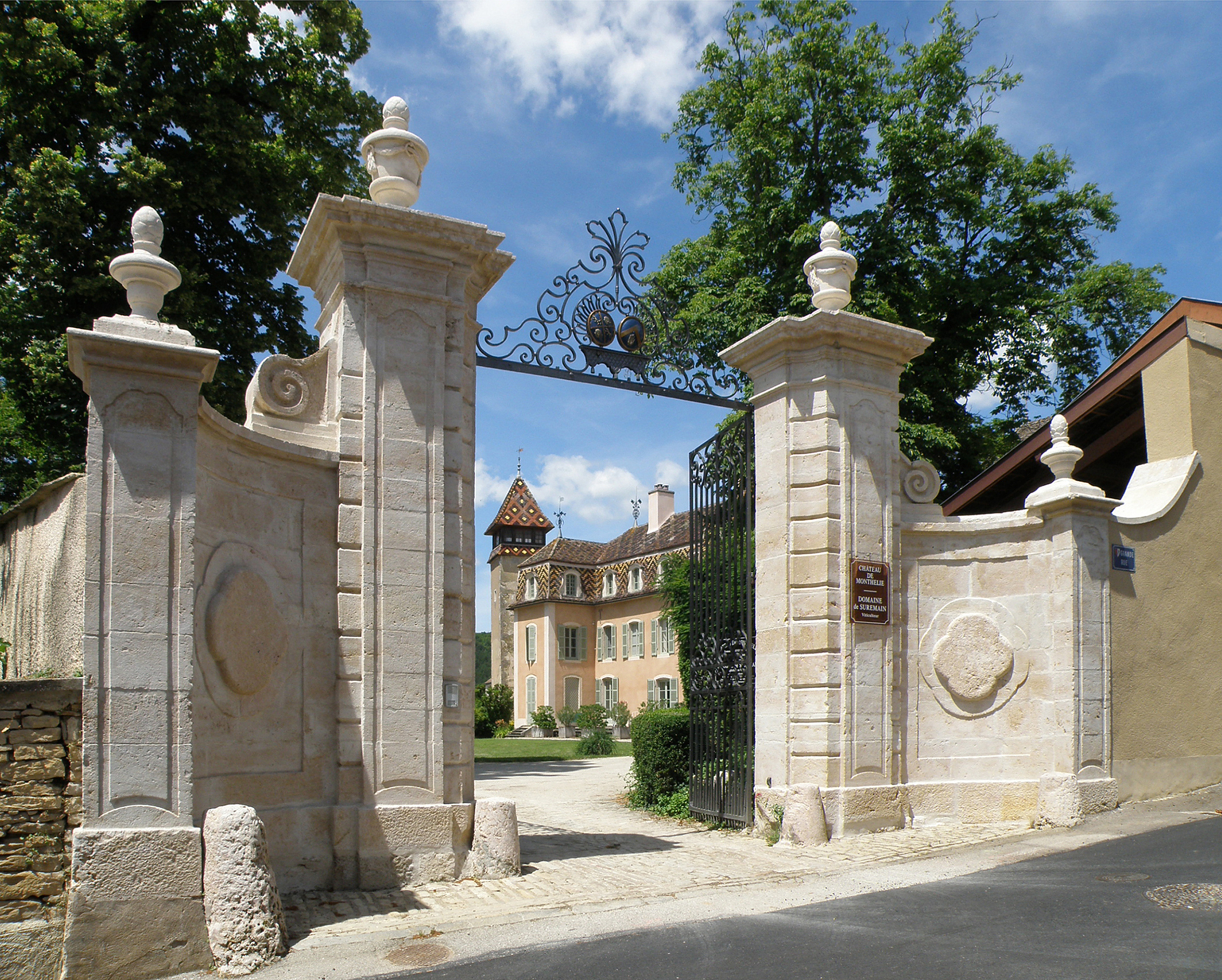
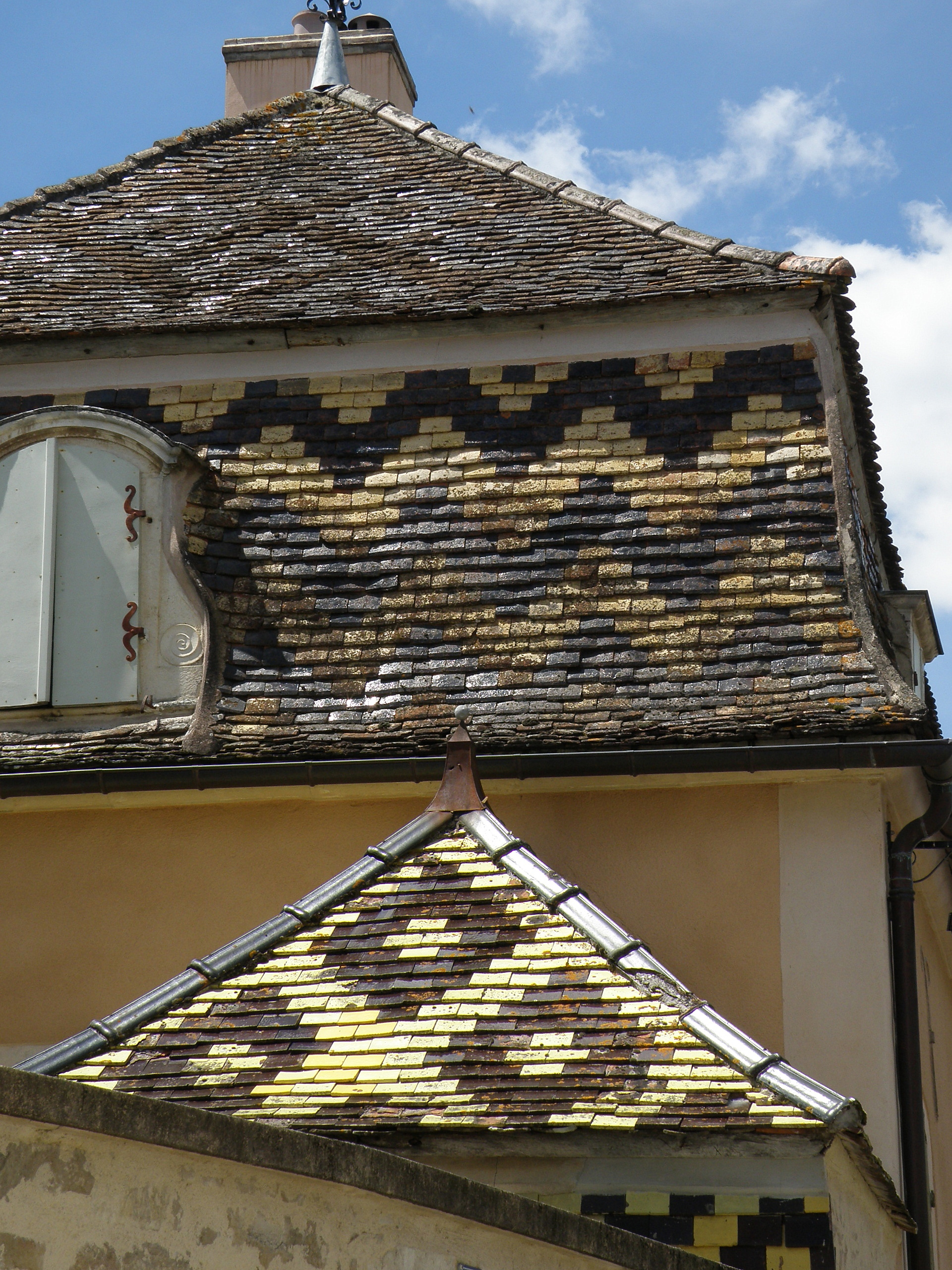

En 1722 l'apothicaire beaunois François Fromageot acquiert la seigneurie de Monthelie et la donne en dot à sa fille Jeanne qui épouse le seigneur François Brunet d’Antheuil en 1723. Ces derniers reconstruisent le château en 1746 et le transmettent dans leur famille « Brunet de Monthelie » durant 150 ans, puis aux familles par alliances Suremain, Drouas, Du Chézaud, Surget puis Suremain à nouveau avec Albert de Suremain, officier de cavalerie, en 1903, Robert de Suremain, son fils, en 1930, Bernard et Henry de Suremain, petits-fils, en 1988. Comme son père, Bernard, en 1956, Éric de Suremain, arrière-petit-fils, a repris l'exploitation du domaine depuis 1978.

## Exploitation viticole
Le domaine exploite 10,7 hectares de vigne sur les communes de Rully et Monthelie et est converti à l'agriculture biodynamique depuis 1996.
Les parcelles se partagent entre le Monthelie Village et Monthelie Premier Cru, et le Rully Premier Cru.
Les vignes sont plantées avec les deux principaux cépages bourguignons : le pinot et le chardonnay (tous deux originaires de Bourgogne).